# Colletotrichum-Welkekrankheit
Die Colletotrichum-Welkekrankheit ist eine durch den Pilz Colletotrichum coccodes, eine Colletotrichum-Art, ausgelöste Krankheit der Kartoffel.

## Symptome und Biologie
Das thermische Optimum liegt zwischen 25 und 30 °C. Aus diesem Grund taucht die Krankheit in warmen Sommern vermehrt auf. Die Quellen der Kontamination sind der Boden, Komposthaufen mit Kartoffeln und Tomaten sowie die Mikrosklerotien auf den Knollen.
Auf der Pflanze: Die Symptome erscheinen in der Vegetationsperiode nur vereinzelt und äußern sich, vor allem in warmen Sommern, dadurch, dass die Pflanzen sich gelblich verfärben und die Stängel vertrocknen. Am Ende der Vegetationsperiode zeigen die unterirdischen Teile typische Merkmale: Zerstörung der jungen Wurzeln, Ablösung der Hülle der Wurzeln sowie Bildung von großen schwarzen Punkten (Mikrosklerotien).
Auf der Knolle: Auf der Knolle bilden sich weiße, matte Flecken, auf denen die Mikrosklerotien entstehen. Die Punkte sind größer als diejenigen der Silberschorfkrankheit. Manchmal kann eine Wachstumsdepression mit Fäulnis der tiefliegenden Pflanzenschichten beobachtet werden.

## Bekämpfung
Der Befall durch Colletotrichum coccodes kann durch folgende Maßnahmen verringert werden:
- Einhalten einer dreijährigen Fruchtfolge
- Verwendung von gesunden Setzlingen
- Vermeidung von Stress durch angepasste Düngung und Bewässerung
- Setzlinge angepasst spritzen
- Vermeiden von zu starker Bewässerung vor der Ernte (fördert Verbreitung des Pilzes)